# Sensi e controsensi
Sensi e controsensi è il quinto album musicale della cantante Mia Martini, pubblicato il 6 gennaio 1975 dall'etichetta Dischi Ricordi.

## Descrizione
Il disco è anticipato dal singolo Al mondo e vede la collaborazione di autori come Luigi Albertelli, Bruno Lauzi, i fratelli La Bionda, e soprattutto Vinícius de Moraes, che scrisse Volesse il cielo (testo italiano di Sergio Bardotti), registrata in presa diretta con l'orchestra.

## Tracce
1. Al mondo (Damiano Dattoli/Luigi Albertelli) - 5.10
2. Occhi tristi (Aldo Menti/Bruno Lauzi) - 3.48
3. Tutti uguali (Bruno Tavernese/Luigi Albertelli) - 3.10
4. Nevicate (Natale Massara/Luigi Albertelli) - 3.20
5. Piano pianissimo (Damiano Dattoli/Luigi Albertelli) - 3.17
6. Controsensi (Maurizio Fabrizio/Luigi Albertelli) - 5.39
7. Padrone (Massimo Cantini/Franca Evangelisti) - 4.35
8. Donna fatta donna (Vito Tommaso/S. D'Ottavi/Antonello De Sanctis) - 3.16
9. Principessa di turno (Bruno Tavernese/Maurizio Piccoli) - 3.47
10. Notturno (Massimo Guantini/Luigi Albertelli) - 4.35
11. Amica (Michelangelo e Carmelo La Bionda/Luigi Albertelli) - 3.20
12. Sensi (Natale Massara) - 1.10 (strumentale)
13. Volesse il cielo (Au que me dera) (Vinícius de Moraes/Sergio Bardotti) - 1.35

## Formazione
- Mia Martini: voce, cori (in Occhi tristi, Tutti uguali, Piano pianissimo, Principessa di turno, Amica)
- Gigi Cappellotto: basso
- Andy Surdi: batteria
- Sergio Farina: chitarra
- Oscar Rocchi: tastiera
- Ernesto Massimo Verardi: chitarra